# Körjegyzőség
A körjegyzőség Magyarországon a rendszerváltás után egy ideig működő, nagy múltú közigazgatási jogintézmény volt. Lényegében olyan közigazgatási szervet jelentett, amely együttesen látta el több, egymáshoz közeli, jogilag külön álló település igazgatási feladatait. 2013-tól felváltotta a közös önkormányzati hivatal intézménye.

## Története

### A két világháború között
Magyarországon a két világháború között illetve a tanácsrendszer bevezetése előtt több községre kiterjedő körjegyzőségek is működtek. A körjegyzőség élén körjegyző állt, akinek a jogállása megfelelt a községi jegyzőének, azzal a különbséggel, hogy működési területe nem egy, hanem több község volt. A körjegyzőt a községi körben egyesült községek képviselőtestületei együttes ülésben, életfogytiglan választották, a főszolgabíró által kijelölt egyének közül. 

### A körjegyzőség 1990 és 2013 között
- A körjegyzőség jogintézményét a rendszerváltás után a helyi önkormányzatokról szóló törvény ismét bevezette.
- A községi körjegyzőségnél a körjegyző a polgármesterek egyetértésével nevezi ki, menti fel és jutalmazza a hivatal dolgozóit, és gyakorolja a munkáltatói jogokat. A polgármesterek megállapodhatnak az egyetértési jog gyakorlásáról.
- A körjegyzőség alakításakor az érintett helyi képviselő-testületek a községek igazgatási feladatainak együttes ellátásában állapodnak meg. A körjegyzőséghez tartozó képviselő-testületek mindegyikének minősített többséggel hozott egybehangzó döntése szükséges a körjegyző kinevezéséhez. A körjegyzőség munkájával kapcsolatos kérdésben szükség szerint a képviselő-testület együttes ülésén határoznak.[2] A körjegyzőség működésének ellenőrzését, a feladatok egyeztetését az érdekelt községek polgármesterei együttesen végzik.[3] Mindezek biztosítékot nyújtanak ahhoz, hogy a képviselő-testületek, a polgármesterek befolyásolják a körjegyzőség munkáját. A hivatali szervezet ütőképes vezetése azonban csak úgy lehetséges, ha azt egy személy – a körjegyző – végzi. A körjegyző van folyamatos munkakapcsolatban a hivatal dolgozóival, az egyes községek polgármestereinek már csak a székhelytől való viszonylagos távolsága miatt sem lehet teljes körű ismerete a hivatal dolgozóiról. Ezért a törvény a körjegyzőségi hivatal dolgozóinak kinevezési jogát, valamint a munkáltatói jogok gyakorlását a körjegyző hatáskörébe adja. A polgármesterek egyetértésével gyakorolhatja a körjegyző akár a kinevezési, akár a munkáltatói jogait a körjegyzőségi hivatal dolgozói felett. Az egyetértési jog lényegileg vétójogot jelent, vagyis nem nevezhető ki a hivatalba az a jelölt, akinek alkalmazásával akár egyetlen – a körjegyzőségben érintett – polgármester nem ért egyet.